# Eluszaszok
Az eluszaszok ókori gall néptörzs. Aquitaniában éltek, fővárosuk Elusa volt, amelynek romjai a mai Eause mellett láthatóak. Egyetlen ismert korabeli említése Iulius Caesar „Commentarii de bello Gallico” című munkájában található.